# Rathaus Tovačov

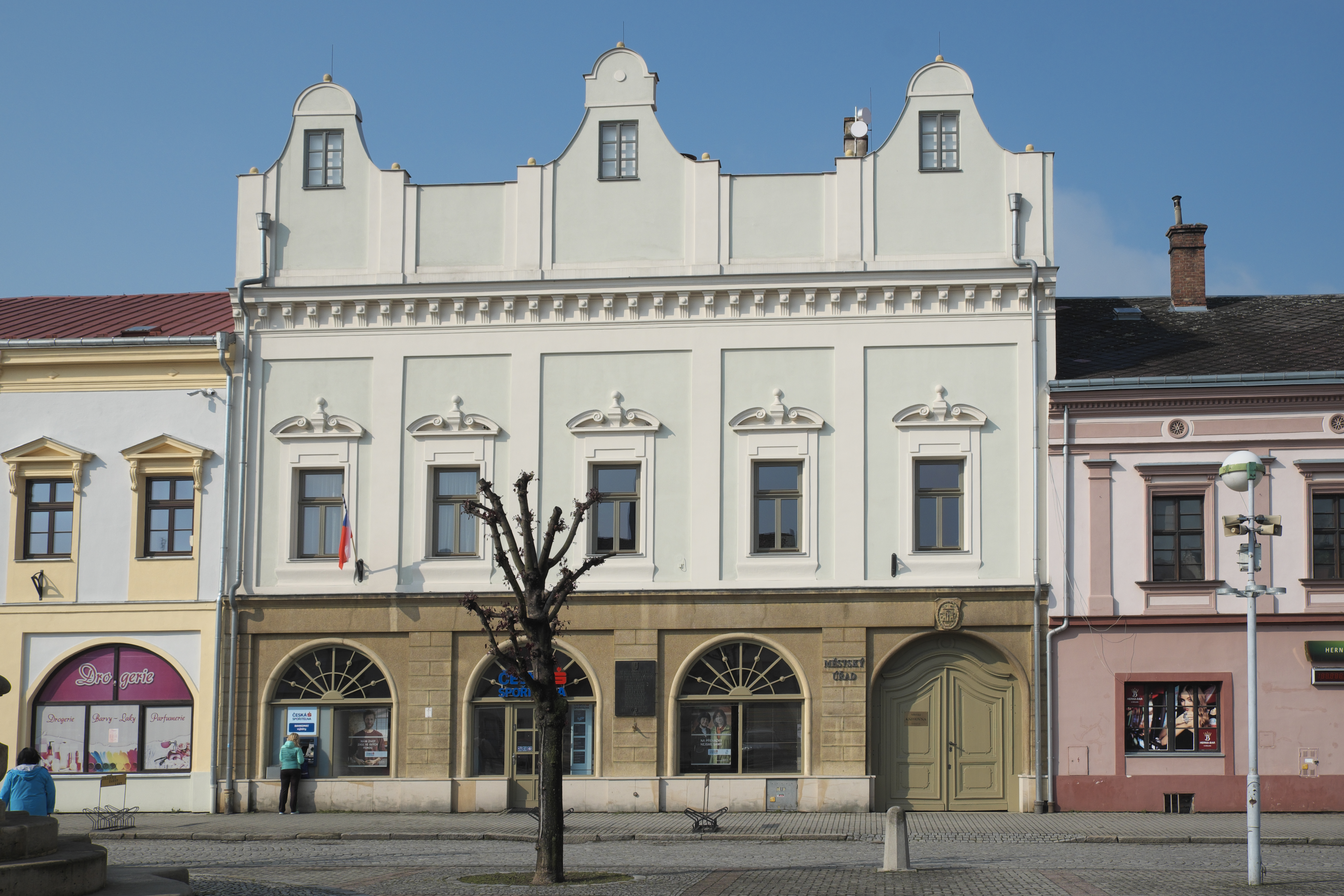
Rathaus in Tovačov

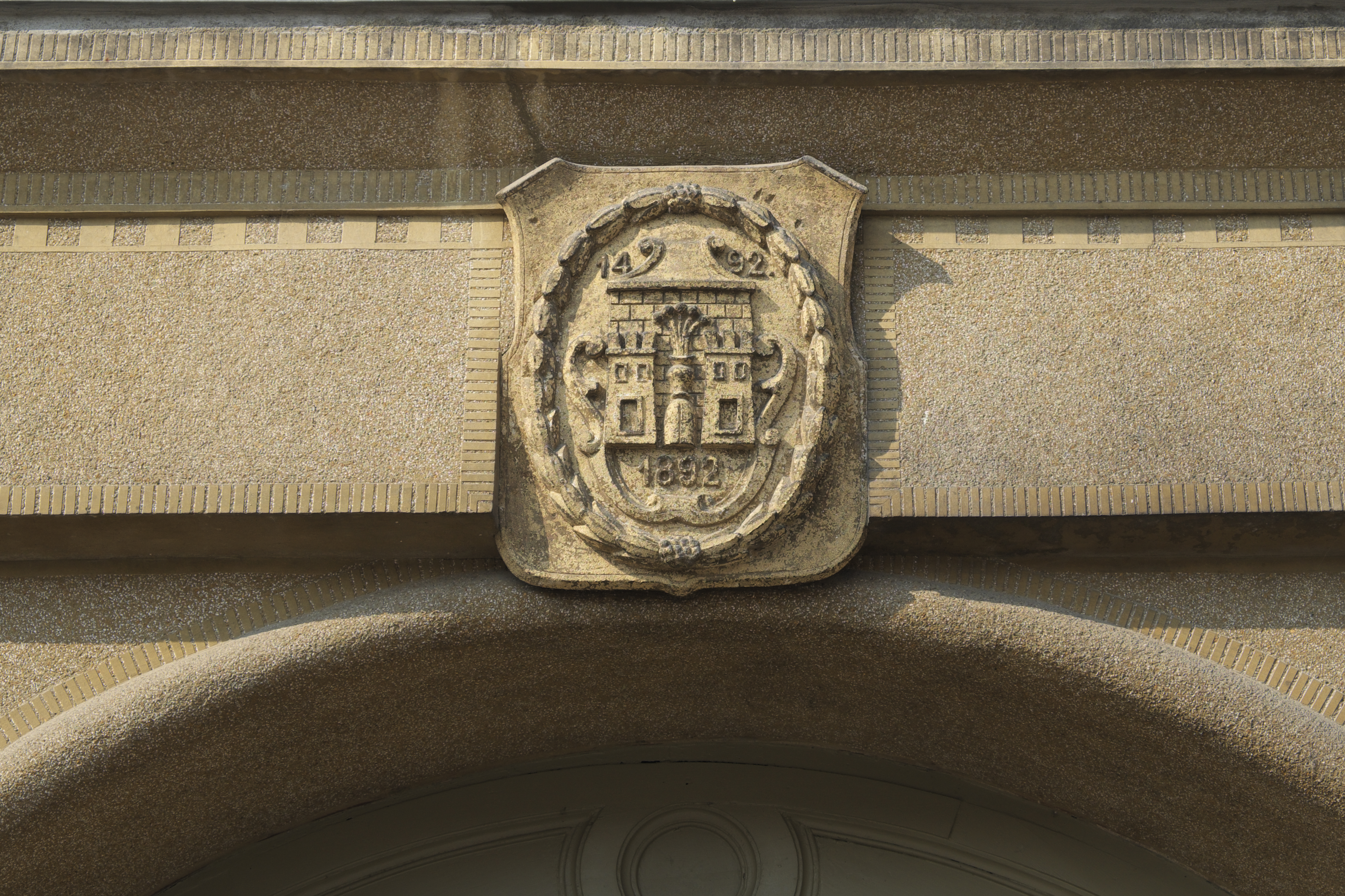
Wappenstein mit der Jahreszahl 1892

Das Rathaus in Tovačov (deutsch Tobitschau), einer Stadt im Okres Přerov in der Olmützer Region, wurde 1892 errichtet. Das Rathaus am Marktplatz ist ein geschütztes Kulturdenkmal.
Über dem Portal ist ein Wappenstein mit der Jahreszahl 1892 angebracht. Das zweigeschossige Gebäude beherbergt im Erdgeschoss eine Bankfiliale.